# Summit Station
Summit Station es un lugar designado por el censo (en inglés, census-designated place, CDP) situado en el condado de Schuylkill, Pensilvania, Estados Unidos. Según el censo de 2020, tiene una población de 193 habitantes.

## Geografía
La localidad está ubicada en las coordenadas 40°33′43″N 76°12′04″O / 40.56194, -76.20111 (40.562034, -76.201183).

## Demografía
Según la estimación 2018-2022 de la Oficina del Censo, los ingresos medios de los hogares son de $61,429. No hay personas por debajo de la línea de pobreza residiendo en la localidad.